# Богоявленский собор (Орёл)
Богоявле́нский собо́р в Орле́ — православный храм Орловской епархии, старейшее каменное здание города Орла. Располагается на берегу реки Орлик у пешеходного моста над плотиной, недалеко от впадения Орлика в Оку.
Богоявленский собор является единственной сохранившейся постройкой стрелки Оки и Орлика — исторического ядра города, где когда-то стояла Орловская крепость. В XVIII—XIX вв. соборная колокольня была высочайшим зданием Орла.

## История

### Деревянный храм
Первая точно датированная деревянная Богоявленская церковь была построена в Орле в 1641—1646 годах. Незадолго до этого, в 1636 году, по указу царя Михаила Фёдоровича началось восстановление города Орла, сожжённого литовцами и поляками в Смутное время тремя десятилетиями ранее.
Вскоре рядом была построена церковь святых Бориса и Глеба, и вокруг двух храмов возник мужской Богоявленский монастырь, известный по документам с 1665 года. После пожара 1680 года монастырь был перенесён на версту ниже по течению реки Оки, на возвышенное место. Там он первоначально сохранял название Богоявленского, но затем был переименован в Успенский монастырь — впоследствии крупнейший комплекс храмов городе.

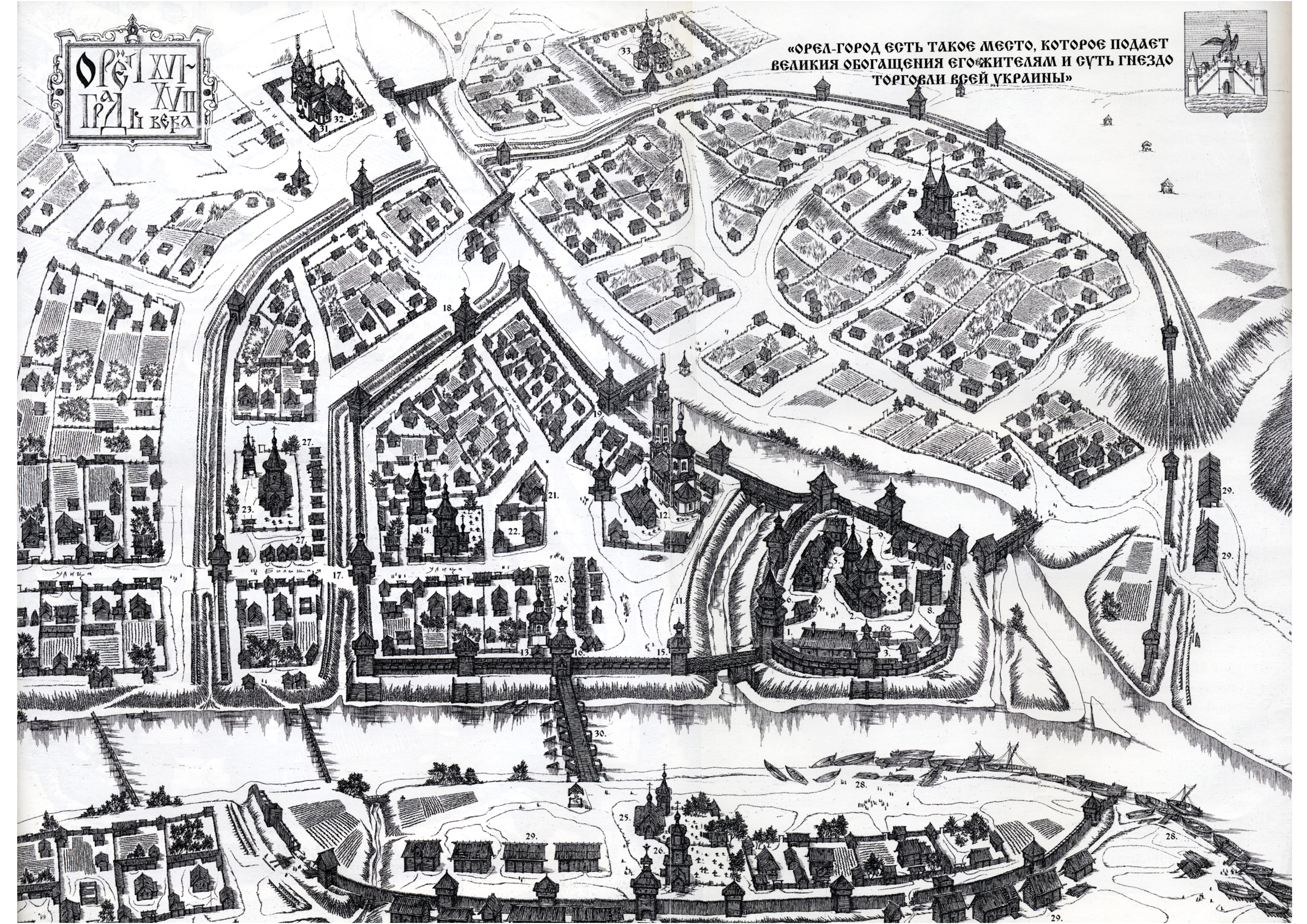
Каменный храм в Малом Остроге Орловской крепости (реконструкция В.Неделина по состоянию на 1702 год)

### Каменный храм в стиле барокко
Новое каменное здание Богоявленского храма было возведено примерно в первом десятилетии XVIII века. По сохранившимся рисункам можно судить, то храм был одним из лучших образцов так называемого нарышкинского барокко тех времён. Строительство каменного храма было, по-видимому, завершено до того, как в 1714 году вышел указ Петра I, запрещающий каменное строительство по всей стране в связи с возведением новой столицы — Санкт-Петербурга, куда собирали на работу специалистов-каменщиков.

### Расширение и привнесение элементов классицизма
В 1837 г. здание Богоявленского храма было капитально перестроено и расширено: колокольня и купол церкви остались прежние (барочные), но вокруг них были выстроены новые наружные стены и новый алтарь на некотором расстоянии от старых стен, которые были разобраны. При этом храм обрёл классицистические портики и новые массивные апсиды, что существенно изменило художественный облик постройки. Теперь храм стал сочетать черты барокко и классицизма.

### Перестройка колокольни в неорусском стиле

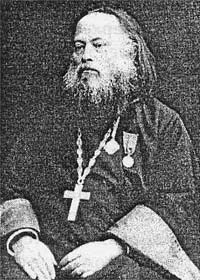
Илия Ливанский, настоятель Богоявленского собора с 1903 г., краевед

В 1900 г. была разобрана соборная колокольня, которая «с давних пор стояла, изменив немного своё вертикальное положение». В 1908 г. началось возведение новой колокольни, завершённое не позднее 1912 г. Колокольня была выстроена в получившем широкое распространение в то время неорусском стиле. Таким образом, храм соединил в своём облике черты трёх основных архитектурных стилей в истории русского храмового зодчества: барокко (барабан и купол церкви, оформление иконостаса); классицизм (стены, портики и фронтоны); неорусский стиль (колокольня и апсиды).

### Частичное разрушение и закрытие
После революции в 1922 г. храм оказался затронут кампанией по изъятию церковных ценностей, однако тогда изъято было немного. Более того, в 1923 г. Богоявленский собор не попал в число 17 храмов Орла, которые были закрыты.
В 1937 году храм был закрыт для открытия в нем антирелигиозного музея. Для антирелигиозного музея из Ельца были привезены мощи Тихона Задонского. В 1939 г. новая колокольня и церковная ограда были разобраны на кирпич. После оккупации города нацистскими войсками в октябре 1941 г. духовенство обратилось к немецкому коменданту Орла Адольфу Гаману с просьбой открыть православные храмы и первым стал Богоявленский собор. Вплоть до освобождения города в августе 1943 г. Богоявленский собор оставался самым посещаемым храмом в городе. После снятия оккупации в результате смягчения отношения власти к русской православной церкви Богоявленский собор оставался открытым и после окончания войны. С 1947 года мощи Тихона Задонского становятся главной святыней ставшего кафедральным Богоявленского собора.
В 1945 году Орловский отдел по делам архитектуры поставил храм на учёт, на стене здания была установлена охранная доска. Но с началом новой антирелигиозной кампании над храмом снова нависла угроза закрытия. В 1961 года нетленные мощи Тихона Задонского переносятся в запасники краеведческого музея. Указом митрополита Орловского Антония (Кротевича) с 25 мая 1962 г. кафедральный собор переведен из Богоявленской церкви в Ахтырскую. Через месяц — 27 июня 1962 года Богоявленский собор снова был закрыт.
В 1964 году здание собора было приспособлено под городской кукольный театр. Была разобрана глава храма, сняты кресты, внутреннее подкупольное пространство перекрыли плоским потолком, а внутреннюю живопись XIX века заштукатурили.

### Возрождение

Храм в процессе воссоздания колокольни (август 2009)

В 1994 г. здание Богоявленского собора вернули Церкви, и община верующих во главе с настоятелем священником Владимиром Дорошем приступила к возрождению храма и прихода. С тех пор в течение 20 лет шло восстановление храма.
6 апреля 1996 года епископ Орловский и Ливенский Паисий освятил главный престол, и в храме начались регулярные богослужения. К середине 2000-х годам были в основном восстановлены росписи собора.
В 2008 году началось возведение колокольни по первоначальному проекту (разобранной в 1900 г.) на остатках её основания на крыше трапезной. Уже в 2009 на колокольню были подняты благовест и другие основные колокола, а в 2013 году был освящён полный комплект колоколов.

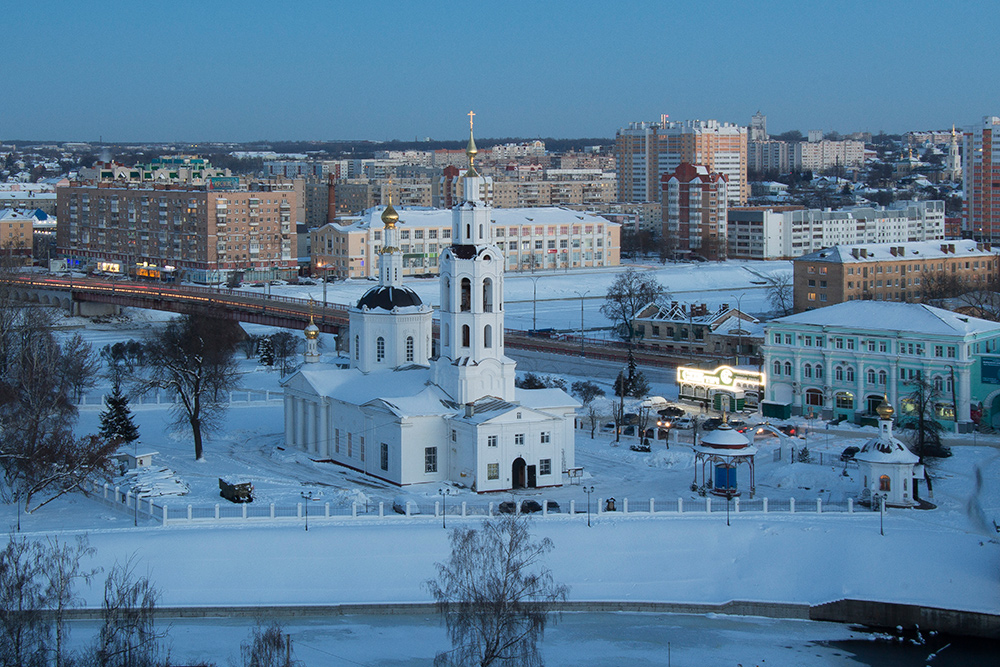
Храм сразу после завершения воссоздания колокольни (декабрь 2015)

В марте 2014 года Богоявленский собор зазвонил впервые с 1919 года (когда из города отступили белые и был восстановлен ленинский запрет на колокольный звон).
24 мая 2014 года на колокольню были водружены купол и крест.
В конце 2015 года было завершено воссоздание колокольни собора (сняты леса) и Богоявленский храм вновь обрёл завершённый облик.

## Интерьер

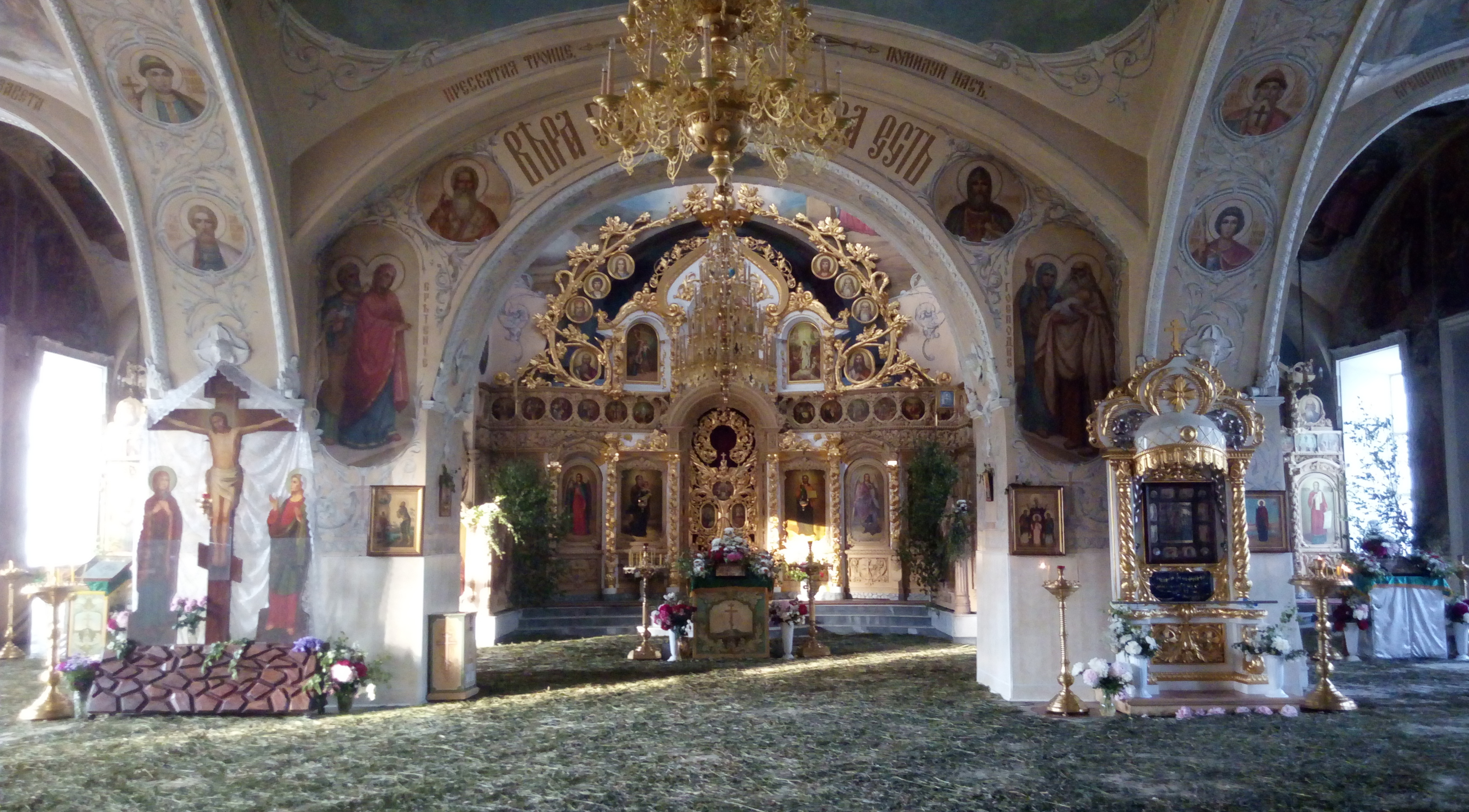
Интерьер Богоявленского собора на день Святой Троицы 2016 года. Пол усыпан берёзовыми ветками

Внутри собор почти полностью расписан, за исключением пространства непосредственно под колокольней. Росписи в классической манере были созданы в 1990-е и 2000-е годы. Крупнейшая композиция — «Святая Троица» на своде трапезной части — была завершена в 2002 году.

## Икона Божией Матери «Всех скорбящих Радость»
Главной святыней храма считается чудотворная икона Божией Матери «Всех скорбящих Радость» (один из списков оригинальной иконы этого имени, известной с 1688 г.). Во имя этой иконы освящён особый придел храма — правый, на южной стороне. Рассказ об истории этой иконы был составлен протоиереем Илией Ливанским, священником Богоявленского собора, и опубликован отдельной брошюрой в 1912 году в качестве приложения к «Орловским епархиальным ведомостям».

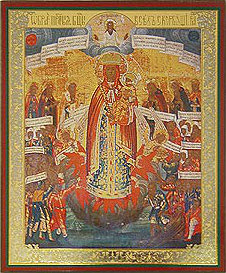
Икона Божией Матери «Всех скорбящих Радость» в Богоявленском соборе

По одной версии, икона вместе с некоторыми другими поступила в Богоявленскую церковь 30 апреля 1847 года из расположенного по соседству деревянного здания Гостиного Ряда, незадолго до сильного пожара, который уничтожил это здание, впоследствии перестроенное в камне. О необходимости перенести иконы предупредил некий оставшийся неизвестным человек. По другой версии, икона была почитаема ещё до пожара, и её часто брали в дома горожан для молебнов, и вот однажды не успели её вернуть в Гостиный Ряд до темноты, сторожа не пропустили принесших икону, и те перенесли её в Богоявленскую церковь, после чего начался пожар. До революции в память того, что икона была перенесена в Богоявленский храм из Гостиного Ряда, ежегодно 24 октября, в праздник Божией Матери «Всех скорбящих Радости», икону после вечерней литургии торжественно, в крестном ходе, выносили в Гостиный Ряд и там устанавливали в ближайшем к церкви поперечном проходе, где для этого случая устанавливался особый иконостас, после чего служили акафистный молебен. Наконец, по третьей версии, которую также приводит Илия Ливанский, икона среди нескольких других была найдена невредимой на пепелище пожара.
Икона выносилась из храма также во время всех городских крестных ходов, и вообще была очень почитаема народом. Илия Ливанский сообщает о нескольких случаях чудесных исцелений, связанных с иконой.
Около 1907 года икону попытались украсть. Грабители, забрав деньги и ценные бумаги из свечного ящика, уже сняли с иконы наружную раму, однако были вовремя замечены ночным сторожем и, угрожая ему револьвером, бежали.
Во время советских гонений на церковь икона Божией Матери «Всех скорбящих Радость» оказалась у прихожан. В 1990-е годы икону возвратил во вновь открывшийся храм церковный староста (ктитор) Иосиф Николаевич Калашников, умерший в 1999 году.
В октябре 2004 года, днём, похитители смогли вынести икону из храма. Она была продана одному орловскому коллекционеру, который не был в курсе её происхождения. Когда он нашёл информацию об иконе на сайте Богоявленского собора, то вернул её в храм и стал его постоянным прихожанином.

## Приходская жизнь
Настоятелем Богоявленского собора является (2024) протоиерей Василий Иванов, благочинный храмов города Орла.
При храме имеется артезианская скважина глубиной 140 м, которая работает по некоторым праздникам, в том числе и на престольный праздник собора — Богоявление (Крещение Господне). Перед входом в собор находится надкладезная часовня, устроенная так, что по её кресту стекает вода.
Действует воскресная школа, в 2012 году создан хор Богоявленского собора.
В 2015 г. при соборе начало действовать православное молодёжное движение «Богоявленская семья».